# Pierre Bossaert
Pieter Albert Bossaert (Oostvleteren, 21 augustus 1796 - Brugge, 24 april 1868) was stadsarchivaris van Brugge.

## Levensloop
Bossaert was eerst handelsbediende en werd op 1 maart 1852 aangesteld tot stadsarchivaris, voor een eerste termijn van drie jaar, in opvolging van Pierre Bogaerts. Hij had geen ervaring met archief, maar zijn kandidatuur werd verkozen boven die van Léon de Herckenrode (1818-1880) en vooral boven die van atheneum-docent Isidore Diegerick (1812-1885), voormalig archivaris van Ieper. Die laatste kon zelfs rekenen op de steun van algemeen rijksarchivaris Louis-Prosper Gachard. Diegerick leek dan ook de grootste kanshebber: er werd dan ook al toestemming gevraagd bij het Ministerie van Binnenlandse zaken om zijn leraarschap te mogen cumuleren met de functie van stadsarchivaris. Toen deze toekwam in Brugge, was de stemming achter de rug. Met verrassend resultaat, Bossaert had twaalf stemmen gekregen, Diegerick maar tien.
Bossaert legde zich toe op doorgedreven klasseringswerk, hetgeen de grondslag moest worden voor de publicatie van een inventaris. Hij verzamelde gegevens, maar kon het werk niet tot een goed einde brengen. Hij liet zijn werk na aan zijn opvolger Louis Gilliodts, die hem tijdens zijn laatste levensmaanden had bijgestaan en die het gebruikte om een eerste deel van zijn Inventaire des archives de la ville de Bruges te publiceren. 
Het klasseren en inventariseren had tot gevolg dat gedeelten van het archief consulteerbaar werden. Dit gebeurde in stijgende mate. Bossaert was een bereidwillige gesprekspartner voor de geleerde heren die zich op het archief aanboden.